# زن‌ستیزان
زن‌ستیزان (انگلیسی: The Woman Haters) یک فیلم کوتاه کمدی به کارگردانی هنری لرمن است که در سال ۱۹۱۳ منتشر شد.

## گزیدهٔ بازیگران
- راسکو آرباکل
- نیک کاگلی